# Барвинково (Житомирская область)
Барвинково (укр. Барвінкове) — село на Украине, находится в Овручском районе Житомирской области.
Код КОАТУУ — 1824286202. Население по переписи 2001 года составляет 46 человек. Почтовый индекс — 11132. Телефонный код — 4148. Занимает площадь 0,23 км².

## Адрес местного совета
11132, Житомирская область, Овручский р-н, с. Покалев